# Durio graveolens
Durio graveolens — вид плодовых тропических деревьев рода Дуриан семейства Мальвовые. От других видов дурианов отличается более мягким запахом.

## Распространение
Durio graveolens распространён в Юго-Восточной Азии. Произрастает на Западной Малайзии, Южном Таиланде, островах Калимантан, Суматра и Палаван. Культивируется в Австралии (Северная территория). Вид обитает на богатых глиной почвой в низменных диптерокарповых лесах, часто по берегам рек и болот. В горах встречается на высоте до 1000 метров над уровнем моря.

## Описание
Durio graveolens — большое высокое дерево, во многом похожее на вид Durio dulcis. Высота ствола достигает 50 м. Диаметр — от 85 до 100 см. Длина листьев достигает 10—26 см, ширина — 4—10 см. Верхняя часть листа зелёная и гладкая, нижняя — медно-коричневая и чешуйчатая. Цветки растут на ветвях на коротких соцветиях. Цветок представляет собой мешочек с белыми лепестками. Плоды до 10 — 15 см в диаметре и весом до 750 грамм. Фрукты имеют зеленовато-жёлтый или жёлто-оранжевый цвет. Снаружи они густо покрыты длинными (до 1 см), тонкими и колючими шипами. Опыляется летучими мышами. 

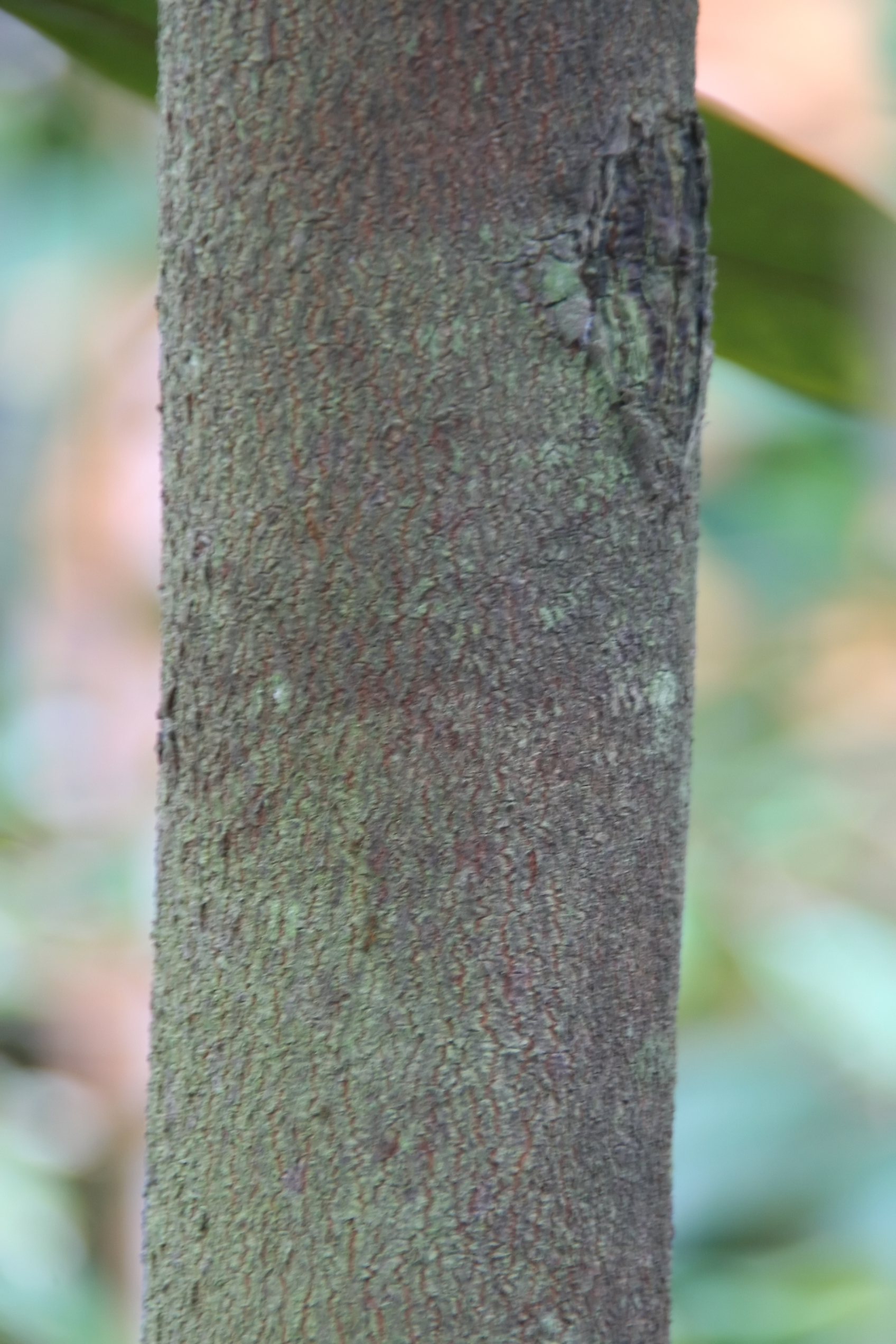
Участок ствола
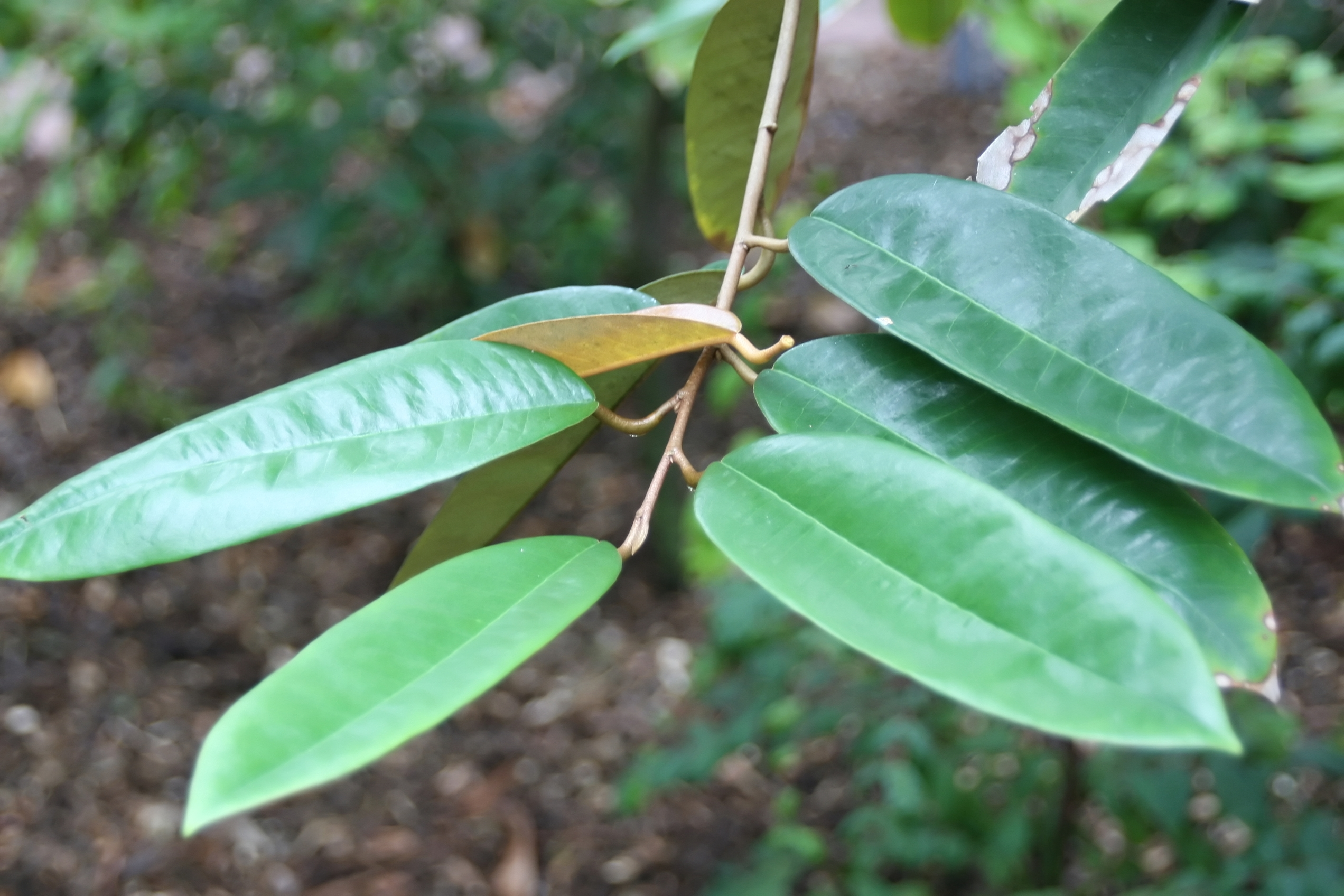
Листья